# Dorothée Cardon de Lichtbuer
Jkvr. Dorothée Charlotte Marie Josée Gisèle Cardon de Lichtbuer (Ukkel, 9 juli 1960) is een Belgisch politica. Ze is oud-burgemeester van Kraainem.

## Biografie
Cardon is geboren als telg uit het geslacht Cardon de Lichtbuer en oudste kind en dochter van bestuurder Daniel baron Cardon de Lichtbuer (1930-2022) en diens eerste echtgenote jkvr. Anne de Brochowski (1929-1979). Ze behaalde een licentiaat in de rechten, een bachelor in filosofie en een licentiaat in de criminologie; ze is advocaat. Ze trouwde in 1983 met de jurist jhr. Olivier Terlinden (1960), telg uit het geslacht Terlinden. Sinds 2007 is ze gemeenteraadslid van Kraainem, zetelend voor het Centre démocrate humaniste. In de zittingsperiode 2007 tot 2012 kon ze geen schepenfunctie vervullen omdat jhr. Arnold d'Oreye de Lantremange niet benoemd werd als burgemeester wegens het overtreden van de taalwetten in deze faciliteitengemeente. Voor de gemeenteraadsverkiezingen van 2012 werd afgesproken dat Véronique Caprasse en Cardon elk voor de helft van de zittingsperiode het burgemeestersambt zou vervullen; daarop legde ze op 18 december 2015 de eed af als burgemeester van Kraainem. Na de gemeenteraadsverkiezingen van 2018 trad ze af als burgemeester en werd ze opgevolgd door Bertrand Waucquez. Ze bleef gemeenteraadslid tot in oktober 2021, nadat was gebleken dat Cardon de Lichtbuer niet meer in Kraainem was gedomicilieerd en ze onder druk van de oppositie ontslag nam.